# Notocaulus hurneri
Notocaulus hurneri är en skalbaggsart som beskrevs av Machatschke 1955. Notocaulus hurneri ingår i släktet Notocaulus och familjen Aphodiidae. Inga underarter finns listade i Catalogue of Life.